# Colletes friesei
Colletes friesei är en biart som beskrevs av Cockerell 1918. Colletes friesei ingår i släktet sidenbin, och familjen korttungebin. Inga underarter finns listade i Catalogue of Life.